# بوبي هاريسون
بوبي هاريسون (بالإنجليزية: Bobby Harrison)‏ هو موسيقي وطبال بريطاني، ولد في 22 يونيو 1939.

## وصلات خارجية
- بوبي هاريسون على موقع IMDb (الإنجليزية)
- بوبي هاريسون على موقع ميوزك برينز (الإنجليزية)
- بوبي هاريسون على موقع ديسكوغز (الإنجليزية)